# مثلث مدیریت پروژه

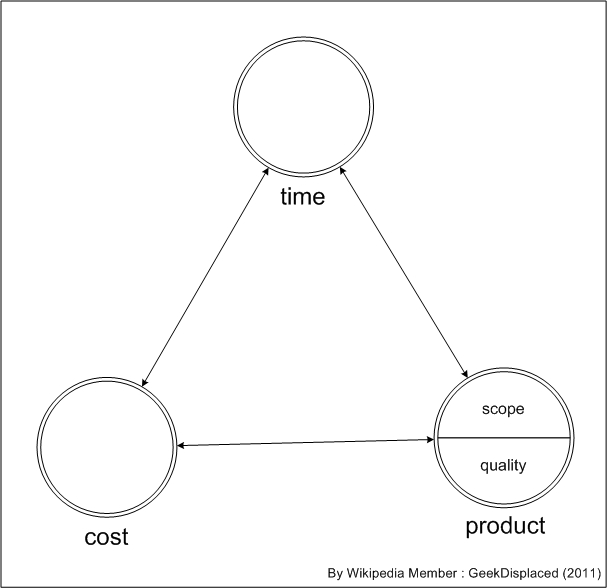
نمای ساده مفهوم مثلث مدیریت

مثلث مدیریت پروژه (که به آن محدودیت سه‌گانه، مثلث آهنین و مثلث پروژه نیز گفته می‌شود) الگویی از محدودیت‌های مدیریت پروژه است. در حالی که ریشه آن مشخص نیست، حداقل از دهه ۵۰ از آن استفاده شده است. ادعا می‌کند:
- کیفیت کار با بودجه پروژه، مهلت و محدوده (ویژگی‌ها) محدود می‌شود.
- مدیر پروژه می‌تواند بین محدودیت‌ها تجارت کند.
- تغییرات در یک قید و شرط نیازمند تغییر در دیگرشرایط برای جبران خسارت است، درغیر اینصورت کیفیت کاهش می‌یابد.

به عنوان مثال، با افزایش بودجه یا کاهش قلمرو، یک پروژه سریعتر می‌تواند تکمیل شود. به‌طور مشابه، افزایش قلمرو (دامنه) ممکن است نیاز به افزایش معادل بودجه و برنامه داشته باشد. کاهش بودجه بدون تنظیم برنامه یا محدوده منجر به کیفیت پایین‌تر خواهد شد.
«خوب، سریع، ارزان. دو مورد را انتخاب کنید.» و عبارات مشابه غالباً مورد استفاده قرار می‌گیرند که محدودیتهای مثلث را به‌طور مختصر محاسبه کنند.
اما در عمل، دادوستد همیشه بین محدودیت‌ها همیشه ممکن نیست. به عنوان مثال، تزریق پول (و افراد) در یک پروژه کاملاً پرسنلی می‌تواند آن را کند کند. علاوه بر این، در پروژه‌های ضعیف اغلب بهبود بودجه، برنامه یا محدوده بدون تأثیر منفی بر کیفیت غیرممکن است.
مثلث مدیریت پروژه برای تجزیه و تحلیل پروژه‌ها استفاده می‌شود. اما غالباً در تعریف موفقیت به عنوان تحقق محدوده مورد نیاز، با کیفیت معقول، در بودجه و برنامه تعیین شده، سوء استفاده می‌شود. مثلث مدیریت پروژه به عنوان الگوی موفقیت پروژه کافی نیست زیرا ابعاد مهم موفقیت از جمله تأثیرگذاری بر سهامداران،یادگیریو رضایت کاربر را درنظر نمی‌گیرد.

## بررسی اجمالی
محدودیت زمانی به مقدار زمان موجود برای تکمیل یک پروژه اشاره دارد. محدودیت هزینه به مبلغ بودجه موجود برای پروژه اشاره دارد. محدودیت قلمرو به آنچه باید برای تولید نتیجه نهایی پروژه انجام شود، اشاره دارد. این سه محدودیت غالباً محدودیت‌های رقابتی دارند: افزایش دامنه (قلمرو) به‌طور معمول به معنای افزایش زمان و افزایش هزینه، محدودیت زمانی محدود می‌تواند به معنای افزایش هزینه‌ها و کاهش دامنه (قلمرو) باشد و بودجه تنگ (محدود) می‌تواند به معنای افزایش زمان و کاهش دامنه (قلمرو) باشد.
رشته مدیریت پروژه در مورد ارائه ابزارها و تکنیک‌هایی است که تیم پروژه (نه فقط مدیر پروژه) را قادر می‌سازد تا کارهای خود را برای رفع این محدودیت‌ها سازماندهی کند.
رویکرد دیگر مدیریت پروژه در نظر گرفتن سه محدودیت به عنوان امور مالی، زمان و منابع انسانی است. در صورت نیاز به اتمام کار در مدت زمان کوتاه‌تر، می‌توانید افراد بیشتری را به سمت مشکل روانه کنید، که به نوبه خود هزینه پروژه را بالا می‌برد، مگر اینکه با انجام سریعتر این کار هزینه‌های پروژه در بخشی دیگر را به میزان برابر کاهش دهیم.
به عنوان یک کمک گرافیکی مدیریت پروژه، یک مثلث می‌تواند زمان، منابع و هدف فنی را به جای گوشه‌ها، به عنوان طرفین مثلث نشان دهد. جان استورک، مربی سابق دوره «مدیریت پروژه پایه» انجمن مدیریت آمریکا، از یک جفت مثلث به نام مثلث بیرونی و مثلث درونی استفاده کرد تا این مفهوم را نشان دهد که هدف از انجام یک پروژه تکمیل آن در زمان مجاز یا قبل از آن، با بودجه موجود یا کمتر از آن، و برای برآوردن محدوده (قلمرو) مورد نیاز یا فراتر از آن است. فاصله بین مثلث‌های درونی و بیرونی نشانگر مانع یا احتمال هر یک از این سه عنصر است. گرایش (تعصب) را می‌توان با فاصله نشان داد. نمونه او از پروژه ای که دارای تعصب زمانی قوی بود، خط لوله آلاسکا بود که اساساً بدون توجه به هزینه، باید به موقع انجام می‌شد. پس از سالها توسعه، نفت طی برنامه ای چهار دقیقه ای از انتهای لوله بیرون می‌آمد. در این تصویر، سمت زمان مثلث داخلی به‌طور مؤثری دور از خط مثلث بیرونی قرار داشت. این در مورد خط هدف فنی نیز صادق بود. با این حال، خط هزینه مثلث داخلی، خارج از مثلث خارجی بود زیرا پروژه به میزان قابل توجهی بالای بودجه اجرا شد.
جیمز پی لوئیس نشان می‌دهد که دامنه (قلمرو) پروژه مساحت مثلث را نشان می‌دهد و می‌تواند به عنوان یک متغیر برای دستیابی به موفقیت پروژه انتخاب شود. او این ارتباط را PCTS (عملکرد، هزینه، زمان، دامنه) می‌نامد و می‌گوید که یک پروژه می‌تواند هر سه مورد را انتخاب کند.
ارزش واقعی مثلث پروژه نشان دادن پیچیدگی موجود در هر پروژه است. مساحت صفحه مثلث بیانگر ترکیب‌های تقریباً نامتناهی اولویتهایی است که می‌تواند بین سه مقدار رقیب وجود داشته باشد. با اذعان به تنوع بی حد و حصر ممکن در مثلث، استفاده از این کمک گرافیکی می‌تواند تصمیمات و برنامه‌ریزی‌های بهتر پروژه را تسهیل کند و هم ترازی بین اعضای تیم و صاحبان پروژه را تضمین کند.

## مدل STR
مدل STR یک مدل ریاضی است که «مدل مثلث» را به عنوان یک برداشت گرافیکی از رابطه مشاهده می‌کند:
دامنه = زمان × منابع
دامنه به پیچیدگی (که می‌تواند به معنای کیفیت نیز باشد) اشاره دارد. منابع شامل انسانها (کارگران)، مالی و جسمی می‌شود. توجه داشته باشید که این مقادیر نامحدود نیستند. به عنوان مثال، اگر یک نانوا بتواند یک ساعت در یک ساعت یک نان درست کند، این بدان معنا نیست که ده نانوا می‌توانند ده نان را در یک ساعت در همان اجاق گاز درست کنند (به دلیل ظرفیت اجاق گاز).

## مباحث مثلث مدیریت پروژه

### زمان
برای اهداف تحلیلی، زمان مورد نیاز برای تهیه یک تحویل با استفاده از چندین روش تخمین زده می‌شود. یک روش برای شناسایی وظایف مورد نیاز برای تولید مواد تحویل شدنی، مستند در یک ساختار شکست کار یا WBS است. میزان تلاش برای هر کار تخمین زده می‌شود و آن تخمین‌ها در تخمین تحویل نهایی مورد استفاده قرار می‌گیرند.
وظایف نیز در اولویت قرار دارند، وابستگی بین کارها مشخص می‌شود و این اطلاعات در یک برنامه پروژه ثبت می‌شود. وابستگی بین وظایف می‌تواند بر طول کل پروژه (محدود به وابستگی) تأثیر بگذارد، همان‌طور که در دسترس بودن منابع (محدودیت منابع) نیز ممکن است بر طول کل پروژه تأثیر بگذارد. زمان با سایر منابع و مقوله‌های هزینه متفاوت است.
استفاده از هزینه واقعی پروژه‌های مشابه قبلی به عنوان پایه ای برای برآورد هزینه پروژه فعلی.
با توجه به بدنه مدیریت پروژه پروژه (PMBOK) فرآیندهای مدیریت زمان پروژه شامل موارد زیر است:
- مدیریت برنامه زمانبندی
- تعریف فعالیت‌ها
- توالی فعالیت‌ها
- تخمین منابع فعالیت
- تخمین مدت فعالیت
- توسعه برنامه
- کنترل برنامه

#### تعریف فعالیت‌ها
ورودی‌ها: برنامه مدیریت، قلمرو مقدماتی، عوامل محیطی پروژه، دارایی‌های فرایند سازمانی
ابزارها: تجزیه، برنامه‌ریزی موج نورد، قضاوت حرفه ای
خروجی‌ها: لیست فعالیت، ویژگی‌های فعالیت، لیست نقطه عطف(milestone)

#### توالی فعالیت‌ها
ورودی‌ها: بیانیه دامنه پروژه، لیست فعالیت‌ها، ویژگی‌های فعالیت، لیست نقاط عطف، درخواست‌های تغییر تأیید شده
ابزارها: روش نمودار تقدم (PDM)، روش نمودار پیکانی (ADM)، قالب شبکه برنامه، انحطاط وابستگی، استفاده از تقدم و تاخیرها
خروجی‌ها: نمودارهای شبکه برنامه پروژه، به روزرسانی در لیست فعالیتها، به روز رسانی ویژگی‌های فعالیت، درخواست تغییرات

#### برآورد منابع فعالیت
ورودی‌ها: تصدیق محیط زیستی شرکت، دارایی‌های فرایند سازمانی، لیست فعالیت‌ها، ویژگی‌های فعالیت، در دسترس بودن منابع، برنامه مدیریت پروژه
ابزارها: مجموعه‌های داوری خبره، آنالیز جایگزین ، انتشار داده‌های تخمین زده شده، اجرای نرم‌افزار مدیریت پروژه، تخمین پایین به بالا
خروجی‌ها: الزامات منابع فعالیت، ویژگی‌های فعالیت، ساختار شکست منابع، تقویم منابع، درخواست به روزرسانی‌های تغییر.

#### تخمین مدت فعالیت
ورودی: عوامل محیطی سازمانی، دارایی‌های فرایند سازمان، بیانیه دامنه پروژه، لیست فعالیت‌ها، ویژگی‌های فعالیت، منابع مورد نیاز فعالیت، تقویم منابع پروژه، برنامه مدیریت پروژه، ثبت ریسک، برآورد هزینه فعالیت
ابزارها: مجموعه داوری متخصص، برآورد مشابه، برآورد پارامتری، تخمین پایین به بالا، برآورد دو نقطه، برآورد سه نقطه، تجزیه و تحلیل ذخیره
خروجی‌ها: تخمین مدت فعالیت، به روزرسانی وتخمین ویژگی‌های ویژگی‌های فعالیت

#### توسعه برنامه
ورودی‌ها: دارایی‌های فرایند سازمانی، بیانیه دامنه پروژه، لیست فعالیت‌ها، ویژگی‌های فعالیت، نمودار شبکه برنامه زمانبندی پروژه، الزامات منابع فعالیت، تقویم منابع، برآورد مدت فعالیت، برنامه مدیریت پروژه، ثبت ریسک
ابزارها: تجزیه و تحلیل شبکه برنامه، روش مسیر بحرانی(CPM)، فشرده سازی برنامه، سناریو تجزیه و تحلیل چه می‌شود اگر، تراز کردن منابع، روش زنجیره بحرانی، نرم‌افزار مدیریت پروژه، اعمال تقویم‌ها، تنظیم تقدم و تاخیرها، مدل برنامه
خروجی‌ها: برنامه پروژه، داده‌های مدل برنامه، مبانی پایه برنامه، به روزرسانی منابع مورد نیاز، ویژگی‌های فعالیت، به روز رسانی تقویم پروژه، درخواست تغییرات، به روز رسانی برنامه مدیریت پروژه، به روز رسانی زمانبندی مدیریت برنامه

#### کنترل برنامه
ورودی‌ها: طرح مدیریت برنامه، مبانی اولیه برنامه، گزارش عملکرد، تغییرات درخواست شده
ابزارها: گزارش شرح پیشرفت، سیستم کنترل تغییر برنامه، اندازه‌گیری عملکرد، نرم‌افزار مدیریت پروژه، واریانس، تجزیه و تحلیل نمودارهای میله ای مقایسه ای
خروجی‌ها: به روز رسانی داده‌های مدل برنامه، مبانی مقدماتی برنامه. اندازه‌گیری عملکرد، تغییرات درخواستی، اقدامات اصلاحی توصیه شده، دارایی‌های فرایند سازمانی، به روز رسانی لیست فعالیت‌ها، به روز رسانی ویژگی‌های فعالیت، به روز رسانی‌های برنامه مدیریت پروژه

### هزینه
تقریب هزینه پروژه بستگی به متغیرهای مختلفی دارد از جمله: منابع، بسته‌های کاری مانند نرخ کار و کاهش یا کنترل عوامل مؤثر که باعث ایجاد واریانس هزینه می‌شوند. ابزارهای مورد استفاده در هزینه عبارتند از: مدیریت ریسک، برآورد هزینه، تشدید هزینه و هزینه‌های غیرمستقیم. اما فراتر از رویکرد پایه حسابداری برای هزینه‌های ثابت و متغیر، هزینه اقتصادی که باید در نظر گرفته شود شامل مهارت و بهره‌وری کارگر است که با استفاده از ابزارهای مختلف برآورد هزینه پروژه محاسبه می‌شود. این در شرایطی مهم است که شرکتها کارمندان موقت یا پیمانکاری را استخدام می‌کنند یا کار بر عهده منبع خارجی باشد.

#### مناطق فرایند هزینه
تخمین هزینه تقریبی از هزینه تمام منابع مورد نیاز برای انجام فعالیتها است.
بودجه هزینه برای ایجاد یک مبانی اولیه هزینه، هزینه‌های برآورد شده از منابع، بسته‌های کاری و فعالیت‌ها را جمع می‌کند.
کنترل هزینه - عواملی که نوسان قیمتی و واریانس ایجاد می‌کنند با استفاده از ابزارهای مختلف مدیریت هزینه می‌توانند تحت تأثیر و کنترل قرار گیرند.

#### ابزارهای برآورد هزینه مدیریت پروژه[۱۴]
تخمین مشابه: استفاده از هزینه پروژه مشابه برای تعیین هزینه پروژه فعلی
تعیین نرخ هزینه منابع: هزینه کالاها و نیروی کار توسط واحد جمع‌آوری شده از طریق برآورد یا تخمین.
برآورد پایین به بالا: استفاده از پایین‌ترین سطح جزئیات بسته کاری و خلاصه کردن هزینه‌های مرتبط با آن. سپس نورد آن تا سطح بالاتر موردنظر و محاسبه کل هزینه پروژه.
برآورد پارامتری: اندازه‌گیری رابطه آماری بین داده‌های تاریخی با متغیر یا جریان دیگر.
تجزیه و تحلیل پیشنهادات فروشنده: در نظر گرفتن میانگین چندین پیشنهاد از فروشندگان پروژه.
تجزیه و تحلیل رزرو: هزینه هر فعالیت را در مسیر شبکه جمع کنید و سپس یک علامت احتمالی یا ذخیره را به یک عامل نهایی تحلیل که توسط مدیر پروژه تعیین می‌شود، اضافه کنید.
هزینه تجزیه و تحلیل کیفیت: برآورد هزینه با بالاترین کیفیت برای هر فعالیت.
برای محاسبه واریانس هزینه برای یک پروژه می‌توان از نرم‌افزار مدیریت پروژه استفاده کرد.

### محدوده
الزامات مشخص شده برای رسیدن به نتیجه نهایی. تعریف کلی آنچه قرار است پروژه به انجام برساند و توضیحات مشخص در مورد اینکه نتیجه نهایی که باید تکمیل یا انجام شود چیست. یکی از مؤلفه‌های اصلی دامنه، کیفیت محصول نهایی است. مقدار زمانی که درهر یک از کارها صرف می‌شود، کیفیت کلی پروژه را تعیین می‌کند. برخی از وظایف ممکن است به مدت زمان مشخصی برای تکمیل مناسب نیاز داشته باشند، اما با زمان بیشتری می‌توان به‌طور استثنایی تکمیل گردند. در طی یک پروژه بزرگ، کیفیت می‌تواند تأثیر چشمگیری بر زمان و هزینه داشته باشد (یا برعکس).
در کنار هم، این سه محدودیت، عبارت «به موقع، مشخص، روی بودجه» را ایجاد کرده است. در این حالت، واژه «دامنه» با «مشخصات» جایگزین می‌شود.

## تکامل مدل محدودیت پروژه
به‌طور سنتی، مدل محدودیت پروژه سه محدودیت اساسی را تشخیص داد. «هزینه»، «زمان» و «دامنه». این محدودیتها مثلثی با نسبت‌های هندسی را نشان می‌دهد که رابطه متقابل قوی بین این عوامل را نشان می‌دهد. اگر نیاز به تغییر هر یک از این عوامل وجود داشته باشد، باید حداقل یکی از عوامل دیگر نیز دستکاری شود.
با پذیرش جریان اصلی مدل مثلث، «هزینه» و «زمان» به نظر می‌رسد به‌طور مداوم نمایان می‌شوند. با این حال «دامنه» اغلب با توجه به زمینه تصویر مثلث یا درک پروژه مربوطه، به‌طور متناوب مورد استفاده قرار می‌گیرد. دامنه / هدف / محصول / قابل تحویل / کیفیت همه نمونه‌هایی از این تنوع نسبتاً مشابه و عمومی هستند، در حالی که پیشنهاد موردنظر «منابع مردم» تفسیر تخصصی تری ارائه می‌دهد.
این استفاده گسترده از تغییرات، نشان دهنده سطح ابهام ایجاد شده توسط تفاوت‌های ظریف اصطلاح محدودیت سوم و البته یک سطح از ارزش در انعطاف‌پذیری مدل مثلث است. این ابهام امکان ابهام بین خروجی پروژه و روند پروژه را فراهم می‌کند، با عبارات مثال فوق انگیزه بالقوه متفاوتی در دو زمینه وجود دارد. هردو «هزینه» و «زمان» / «تحویل» نمایانگر ورودی‌های سطح بالای پروژه هستند.
مدل «پروژه الماس» این تمرکز مبهم را با درج «محدوده» و «کیفیت» به‌طور جداگانه به عنوان محدودیت «سوم» ایجاد می‌کند. در حالی که شایستگی در افزودن «کیفیت» به عنوان عامل محدود کننده مهمی در تأیید افزایش بلوغ مدیریت پروژه وجود دارد، این مدل هنوز فاقد شفافیت بین خروجی و فرایند است. با این حال، مدل الماس به ارتباط قوی بین نقاط مثلث دست نمی‌یابد.
PMBOK 4.0 یک مدل تکاملی را بر اساس محدودیت سه‌گانه ارائه می‌دهد که ۶ عامل آن قابل نظارت و مدیریت است. این به عنوان یک ستاره ۶ نقطه ای نشان داده شده است که قدرت قیاس مثلث (دو مثلث روی هم) را حفظ می‌کند، در حالی که در عین حال نشان دهنده جدایی و رابطه بین فاکتورهای ورودی / خروجی پروژه در یک مثلث و عوامل فرایندهای پروژه در مثلث دیگر است. متغیرهای ستاره عبارتند از:
۱. مثلث
محدوده
هزینه
زمان
۲. مثلث
خطر
کیفیت
منابع
هنگام بررسی ابهام محدودیت سوم و پیشنهادات «پروژه الماس»، می‌توان به جای آن که هدف یا محصول پروژه را به عنوان سومین محدودیت در نظر گرفت، از عوامل فرعی «دامنه» (قلمرو) و «کیفیت» استفاده شود. از نظر خروجی یک پروژه، هر دوی «قلمرو» و «کیفیت» قابل تنظیم هستند که منجر به دستکاری کلی هدف / محصول می‌شود. این تفسیر شامل چهار عامل اصلی در فرم ورودی / خروجی مثلث اصلی است. حتی «کیفیت» به ویژه می‌تواند به‌طور جداگانه از نظر خروجی‌های پروژه و روند، مورد بررسی قرار گیرد. علاوه بر این پیشنهاد، استفاده از اصطلاح «هدف» به بهترین وجه می‌تواند خروجی ابتکار عمل را تغییر دهد، در حالی که ممکن است محصول بهترین خروجی‌های محسوس را نشان دهد.